# Torgölen (Godegårds socken, Östergötland, 650832-146443)
Torgölen är en sjö i Motala kommun i Östergötland och ingår i Motala ströms huvudavrinningsområde.